# Frances Vane

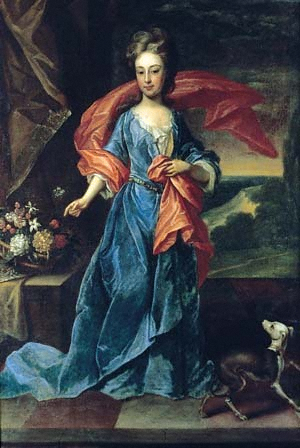
Portretschilderij

Frances Anne Vane, Viscountess Vane, geboren Hawes (Londen, ca. januari 1715 – aldaar, 31 maart 1788) was een Britse aristocrate en memoireschrijfster. Door uit te komen voor haar overspelige relaties schokte ze haar tijdgenoten.

## Leven
Ze was de dochter van Susanna en Francis Hawes. Haar vader, een effectenmakelaar en klerk van de penningmeester van de Royal Navy, werd behoorlijk rijk en werd in februari 1715 benoemd tot directeur van de South Sea Company. Hij verloor echter het grootste deel van zijn fortuin als gevolg van de Sufferer's Act van 1721. Zo groeide de toekomstige burggravin Vane op in een gezin dat werd geplaagd door financiële problemen en kon ze weinig of geen bruidsschat verwachten.
Beschreven als de beste menuetdanseres in Engeland, was ze knap en levendig genoeg om de aandacht te trekken van een zoon van hertog James Hamilton. Haar vader probeerde hun relatie te voorkomen, maar kon niet verhinderen dat ze in mei 1733 wegliepen en trouwden. Het paar haastte zich het huwelijk onaanvechtbaar te maken door het te consummeren, en Frances Hawes werd bekend als Lady William Hamilton. Lord William diende als vice-kamerheer van Caroline van Ansbach, maar was als tweede zoon zelf arm genoeg opdat de koningin over het paar kon spreken als "knappe bedelaars". Het huwelijk was van korte duur. Lady William werd op 11 juli 1734 weduwe, kort na de bevalling van een doodgeboren kind.
Onder druk van haar familie, schoonfamilie en vrienden ging ze in op het huwelijksaanzoek van burggraaf William Vane. Na het bruiloft op 19 mei 1735 in Marylebone ging ze door het leven als Viscountess Vane. Het was een ongelukkig huwelijk. Hoewel haar man haar aanbad, vond zij hem onuitstaanbaar. Ze toonde openlijk misprijzen, liep meermaals weg en probeerde een scheiding van tafel en bed te bewerkstelligen. Tijdens het bezoek van het paar aan Parijs in 1736 vluchtte ze met Sewallis Shirley naar Brussel, waar ze van 1736 tot 1738 samenwoonden. Haar echtgenoot probeerde haar wanhopig over te halen om terug te keren, betaalde mensen om haar te zoeken en loofde in de kranten een beloning uit voor wie haar kon lokaliseren.
Toen Shirley haar verliet, begon ze een verhouding met graaf Augustus Berkeley. Deze eindigde in 1741, wanneer ze het aanbod van haar man van een inkomen en een apart huishouden accepteerde. Ze bleef in Brussel en was geregeld te gast bij haar vriendin, de gravin van Callenberg.
Na de anonieme publicatie van haar memoires in 1751 bracht Lady Vane het grootste deel van haar tijd door in Bath. Haar grillige levensstijl ruïneerde al snel de financiën van haar man. De laatste twintig jaar van haar leven was ze ziek en bedlegerig. Gedurende die tijd overwoog ze zich tot het rooms-katholicisme te bekeren. Ze stierf kinderloos op 31 maart 1788 in haar huis in Hill Street, Mayfair. Lord Vane, die haar ondanks de sociale vernedering trouw was gebleven, stierf het volgende jaar.

## Memoirs of a Lady of Quality
In 1751 nam Tobias Smollett de Memoirs of a Lady of Quality op in zijn roman The Adventures of Peregrine Pickle. Hoewel het een anoniem hoofdstuk was en bovendien gereviseerd door John Shebbeare, was het vanaf het begin duidelijk dat Lady Vane de "dame van kwaliteit" uit de titel was. Ze dreef de spot met de sociale conventies, maar vertelde ook hoe de dood van haar eerste man haar had aangegrepen, of hoe ze op Bagshot Heath en opnieuw bij Mechelen door overvallers was beroofd. Onder meer Horace Walpole en Samuel Richardson roddelden over haar, terwijl Mary Wortley Montagu het verhaal nuttig vond om haar dochter te onderrichten over de ellende die dergelijke galanterieën met zich meebrachten.

## Voetnoten
1. ↑  Le journal du comte Henri de Calenberg pour l'année 1743, eds. Eugène Bacha en Hector De Backer, 2 dln., 1913

- Gemeinsame Normdatei: 140145249
- International Standard Name Identifier: 0000 0000 7381 0021
- Library of Congress Control Number: nr2003012125
- Virtual International Authority File: 66410732
- WorldCat: E39PBJdmgpyXWpmk7hDWQRHKVC